# Condado de Moffat
El condado de Moffat (en inglés: Moffat County), fundado en 1911, es uno de los 64 condados del estado estadounidense de Colorado. En el año 2000 tenía una población de 13 184 habitantes con una densidad poblacional de una persona por km². La sede del condado es Craig.

## Geografía
Según la Oficina del Censo, el condado tiene un área total de 12 305 km² (4751,0 mi²), de la cual 12 282 km² (4742,1 mi²) es tierra y 23 km² (8,9 mi²) (0,18%) es agua.

### Condados adyacentes
- Condado de Routt - este
- Condado de Río Blanco - sur
- Condado de Uintah - oeste
- Condado de Daggett - oeste
- Condado de Sweetwater - norte
- Condado de Carbon - norte

## Demografía
En el 2000 la renta per cápita promedia del condado era de $41 528, y el ingreso promedio para una familia era de $45 511. En 2000 los hombres tenían un ingreso per cápita de $37 288 versus $22 080 para las mujeres. El ingreso per cápita para el condado era de $18 540. Alrededor del 8.30% de la población estaba bajo el umbral de pobreza nacional.

## Ciudades y pueblos
- Craig
- Dinosaur
- Maybell